# Under the Radar Over the Top
Under the Radar over the Top ist das vierzehnte Studioalbum der deutschen Dance-Band Scooter. Es wurde am 2. Oktober 2009 auf Scooters Eigenlabel Sheffield Tunes veröffentlicht.
Das Album wurde im Jahr 2009 in den Sheffield Underground Studios von H. P. Baxxter, Rick J. Jordan, Michael Simon sowie Jens Thele produziert. Es stieg direkt auf Platz 2 der Media Controls ein und ist somit die höchste Albumplatzierung, die Scooter in Deutschland bisher erreicht haben.
Es ist eine Normaledition des Albums erhältlich, sowie eine Limited Edition, in der neben der Normal-CD sowohl eine DVD enthalten ist, die ein Scooter-Interview sowie Ausschnitte aus verschiedenen Auslandsbesuchen zeigt, als auch eine zweite CD, worauf sich, laut H. P. Baxxter, „Scooter-untypische“ Songs befinden. Eine weitere Edition, die Limited Fan-Box, enthält neben den zwei CDs und der DVD auch diverses Fanmaterial, unter anderem eine Flagge.

## Stil
Charakteristisch an dem Album ist die große Verwendung von Hardstyle-Elementen. War das letzte Album noch im Jumpstyle gehalten, so ist es diesmal härter im Sound.
Einige Tracks (wie z. B. J’adore Hardcore, Bit a Bad Boy, Stuck on Replay) sind auf das Mitsingen eines Live-Publikumes angelegt.
Die Single-Version von The Sound Above My Hair ist abgeändert worden und enthält jetzt keine Hardstyle-Elemente mehr. Die ursprünglichen rein instrumentalen Teile wurden herausgenommen und durch Fangesänge und Dudelsäcke ersetzt.
Bei Ti Sento wird der Refrain von einer Sängerin gesungen, jedoch nicht von der normalerweise gepitchten Stimme, sondern von der Original-Interpretin des Liedes, Antonella Ruggiero. Im Track Second Skin singt H. P. Baxxter selbst.
Clic Clac und Metropolis sind die einzigen Instrumental-Stücke des Albums. Von der Anzahl her ist dies, im Vergleich zu anderen Scooter Alben, eher wenig.

## Singles
Am 14. August 2009 wurde die Single J’adore Hardcore veröffentlicht. Sie stieg direkt auf Platz 12 der Media Controls ein. Im Video zur Single sieht man Scooter Frontmann H. P. Baxxter, die Band in einer Musikhalle sowie mehrere Melbourne-Shuffle-Tänzer.
Am 2. Oktober erschien, am selben Tag wie das Album, die Single Ti sento, die eine Cover-Version des gleichnamigen Liedes der italienischen Band Matia Bazar ist. Sie stieg direkt auf Platz 11 der Media Controls ein. In der Folgewoche kletterte der Titel auf Position 10 der Charts und ist somit Scooters 23. Top-Ten-Hit in Deutschland. Im dazugehörigen Video verzichtete man diesmal auf Tänzer; es spielt in den 1940er-Jahren. Die Scooter-Mitglieder tragen schwarze Anzüge und sind Bodyguards einer Opernsängerin, dargestellt von Antonella Ruggiero, die im Song die weiblichen Vocals singt.
Am 27. November erschien die dritte Single-Auskopplung aus dem Album: The Sound Above My Hair. Der Song erreichte in der ersten Woche in den Charts nur Platz 38 und war damit zum Zeitpunkt des Erscheinens nach She’s the Sun die erfolgloseste Singleauskopplung der Band. Das Video zur Single spielt vor dem Schloss von Wernigerode im Harz. Von halbnackten Frauen mit Dudelsäcken und einer kleineren Menschenmenge begleitet fuhren die Scooter-Mitglieder auf dem sogenannten Scooter-Mobil durch die Gegend. Es zeigt offensichtliche Parallelen zum Rattenfänger von Hameln.
Im März erschien die Single Stuck on Replay, die das offizielle Lied der Eishockeyweltmeisterschaft 2010 war, die im Mai 2010 in Deutschland stattfand. Scooter hatten einen Live-Auftritt beim Eröffnungsspiel Deutschland – USA vor 76.000 Zuschauern in der Veltins-Arena in Gelsenkirchen. Die Single erreichte Position 36 der deutschen Charts.
Eine Besonderheit bei den Singles ist die Verwendung der Extended Versions für alle vier Videoclips.

## Titelliste
1. Stealth
2. J’adore Hardcore
3. Ti sento
4. State of Mind
5. Where the Beats…
6. Bit a Bad Boy
7. The Sound Above My Hair
8. See Your Smile
9. Clic Clac
10. Second Skin
11. Stuck on Replay
12. Metropolis

Bonus-CD:
1. She’s the Sun
2. Take Me Baby
3. Frequent Traveller
4. Eyes Without a Face
5. Dancing in the Moonlight
6. Lass uns tanzen
7. Stripped (Live)
8. Sex Dwarf
9. Am Fenster
10. Marian (Version)

## Titel und Originallieder
| Titel                   | Neuinterpretation von / Original-Version                                                                                      |
| ----------------------- | --- |
| J’adore Hardcore        | Planet Funk – Chase the Sun, The Pitcher – I Just Can’t Stop, Activator – Lullaby, Tat & Zat – Proud to Be Loud               |
| Ti sento                | Technoboy – Ti sento, SNAP! – Rhythm Is a Dancer, Matia Bazar – Ti sento                                                      |
| State of Mind           | Technoboy – Next Dimensional World, Within Temptation – Pale, Bass Modulators – Indeep, D-Block & S-Te-Fan – War Coz I’m Hard |
| Where the Beats...      | The Prophet & Wildstylez – Cold Rockin’, U2 – Where the Streets have no Name                                                  |
| Bit a Bad Boy           | Krezip – I Would Stay, (SMD – Just Like You, Scott Brown – Will I Stay)                                                       |
| The Sound Above My Hair | Black – Wonderful Life, Tuneboy – Housensation (DJ Isaac Remix)                                                               |
| See Your Smile          | DJ Paul Elstak – Rainbow in the Sky                                                                                           |
| Clic Clac               | Pinocchio, Technoboy – Put Some Grace, Tuneboy – Re Generate It                                                               |
| Second Skin             | The Chameleons – Second Skin                                                                                                  |
| Stuck on Replay         | Lionel Richie/Mark ’Oh – Stuck on You, DJ Phil Ty – A Kay A                                                                   |
| Metropolis              | Katana – In Silence (Ron van den Beuken Remix)                                                                                |

## Auszeichnungen für Musikverkäufe
| Land/Region                  | Auszeichnungen für Musikverkäufe (Land/Region, Auszeichnung, Verkäufe) | Verkäufe  |
| ---------------------------- | ---------------------------------------------------------------------- | --------- |
| Europa (Impala)              | Silber                                                                 | (100.000) |
| Vereinigtes Königreich (BPI) | Gold                                                                   | 100.000   |
| Insgesamt                    | 1× Silber · 1× Gold ·                                                  | 100.000   |